# Sarandi (Porto Alegre)
Sarandi é um bairro da zona norte da cidade brasileira de Porto Alegre, capital do estado do Rio Grande do Sul.
Foi criado pela Lei Nº 2.022 de 7 de dezembro de 1959 alterado pela Lei Nº 12.112, de 22 de Agosto de 2016.

## Histórico[1]
Antigamente denominado "Várzea do Gravataí", o território que compreende o bairro fazia parte da sesmaria de Jerônimo de Ornelas. No século XIX, várias estâncias e chácaras se estabeleceram na região e, a partir do século XX, instalaram-se muitos moradores. Entre as décadas de 1940 e 1950, a prefeitura municipal iniciou o saneamento e o loteamento do Sarandi, já então um bairro popular, criando as vilas Meneghetti, Leão, Parque, Elizabeth e Minuano.
Em 2008, o bairro Sarandi, recebeu a comitiva presidencial do ex-Presidente Luiz Inácio Lula da Silva, juntamente com seus vereadores, senadores e deputados estatuais do Rio Grande do Sul. Na ocasião histórica, o Exército Brasileiro e a Policia Federal fizeram toda a segurança do local.
A então, Ministra das Minas e Energia, Dilma Russelff estava presente no local, ao lado da ex-governadora, Yeda Crusius.
No dia 05 de Maio de 2024, o bairro da Zona Norte de Porto Alegre foi atingido pela maior enchente da história do Rio Grande do Sul. 
Os moradores do bairro Sarandi, tiveram que abandonar suas casas rapidamente, após as águas do Rio Gravatai (juntamente com as águas do Lago Guaíba) superaram a proteção do dique do bairro, atualmente de 4,30 metros; com isso, a enchente atingiu a marca de 6 metros de altura em algumas localidades do bairro, deixando cerca de 80% do bairro totalmente alagado.
As residências, comércios e até mesmo, prédios residenciais ficaram cerca de 25 dias com água; somente após esse período, as águas começaram a baixar com a ajuda de geradores. O prefeito na ocasião, Sebastião Melo ressaltou a importância de aumentar a altura e estrutura dos diques em toda a cidade de Porto Alegre, principalmente no bairro mais atingido pela enchente, o bairro Sarandi.
Com investimento de R$ 10 milhões, as obras de proteção contra novas enchentes, estão sendo realizadas pelo DMAE, juntamente com o Governo Federal, Estadual e Municipal; o novo dique terá altura de 5,50 metros e um sistemas de alarme também esta sendo analisado por orgãos responsáveis.
Após 40 dias, o bairro retornou as suas atividades comerciais e a população atingida retornou para as suas casas.

## Características atuais
Situado no extremo da zona norte de Porto Alegre, o bairro fica próximo das cidades de Canoas, Alvorada e Cachoeirinha.
Predominantemente residencial e muito populoso, o Sarandi é considerado um bairro de classe média baixa. Algumas vilas  do bairro estão em processo de regularização. É o primeiro bairro acessível para pessoas que vêm da rodovia BR 290 (Freeway) em direção a Porto Alegre.
O bairro Sarandi abriga um grande centro de eventos culturais e um dos maiores teatros da América Latina: o Teatro do Sesi, no Centro de Convenções da Federação das Indústrias do Estado do Rio Grande do Sul (Fiergs).
A população do bairro, étnica e religiosamente, é bastante heterogênea: a primeira igreja católica do Sarandi, a Igreja São José Operário, foi fundada em 1953, mas atualmente há também templos evangélicos, templos de Religião Afro-brasileira (denominadas casas de Nação) e Umbanda.

## Limites atuais
Ponto inicial e final: encontro da Rua Joaquim Silveira com a Avenida Assis Brasil; desse ponto segue pela Avenida Assis Brasil até Rua Dona Alzira, por essa até a Avenida Sertório, por essa até a Rua Ouro Preto, por essa até a Rua Taim, por essa até a Avenida Dique, por essa até o ponto de coordenadas.
segue por uma linha reta e imaginária até o eixo do Rio Gravataí, ponto de coordenadas; desse ponto segue o eixo desse rio, limite com o município de Cachoeirinha, até encontrar a foz do Arroio Feijó, ponto de coordenadas; segue pelo eixo desse arroio, limite com o município de Alvorada, até o Arroio Santo Agostinho, ponto de coordenadas; segue o eixo desse arroio, em dois segmentos de reta, até o ponto de coordenadas E: 289.639; N: 1.681.677, junto a Rua Jesse Coll Leite, por essa até Avenida João Elustondo Filho, por essa Avenida Caldeia, por essa até a Avenida Bernardino Silveira de Amorim, por essa até a Rua Aparecida, por essa até a Avenida Nossa Senhora Aparecida, por essa até a Avenida Francisco Silveira Bittencourt, por essa até a Avenida Plinio Kroeff, por essa até a Avenida Dante Ângelo Pilla, por essa até o ponto de coordenadas E: 288.663; N: 1.679.039, localizado no prolongamento do limite sul da propriedade da Praça Parque Reserva do Açungui; segue o limite dessa praça por linha reta e imaginária, passando pelo ponto de coordenadas E: 288.428; N: 1.679.071 seguindo até a Rua do Pampa, ponto de coordenadas E: 288.443; N: 1.679.293, por essa e pelo limite da Praça Parque Residencial Malcon até o ponto de coordenadas E: 287.917; N: 1.679.347; desse ponto segue por linha reta e imaginária passando pelo final das ruas Rua Comissário Bergmann, Rua Professor Joaber Pereira e Rua Norberto Jung até encontrar a Avenida Sertório, no ponto de coordenadas E: 287.684; N: 1.679.373, por essa até a Avenida Baltazar de Oliveira Garcia, por essa até a Rua Joaquim Silveira, por essa até a Avenida Assis Brasil, ponto inicial.

## Galeria de imagens

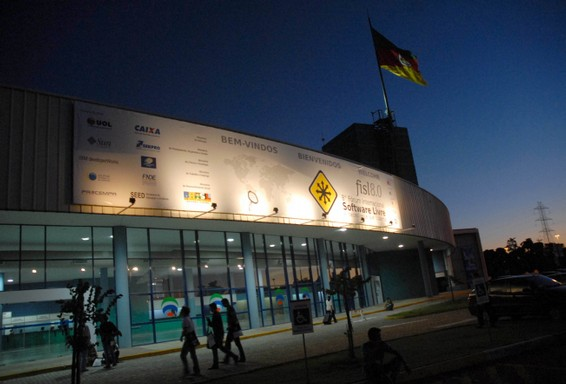
Entrada do salão de convenções da Federação das Indústrias do Estado do Rio Grande do Sul (Fiergs)